# ことばおじさんのナットク日本語塾
『ことばおじさんのナットク日本語塾』（ ことばおじさんのなっとくにほんごじゅく）は、NHK EテレとNHKワールド・プレミアムで2006年4月3日から2010年3月19日まで放送された日本語番組である。

## 概要
アナウンサーの梅津正樹が「ことばおじさん」として出演し、正しい日本語の使い方を広めることを目的とした番組。
『お元気ですか日本列島』（NHK総合テレビ）、『つながるラジオ』（ラジオ第1）の「気になることば」コーナーに視聴者から寄せられた身近な言葉の疑問や誤った日本語の使い方を、プロダクション人力舎所属芸人によるショートコントを用いて例示し、日本語の間違った部分を指摘し正しい使い方を説明する一方、時代変化や世代間格差による言葉の変化の状況などを解説した。
番組構成
- ことばおじさん
- アナウンサーの方言ファイル - このコーナーは2007年の「地域応援キャンペーン」の1分スポットにも使われた。

## 放送時間
- 2006.04.03 - 2006.09.28
  - 月火水 06:40 - 06:45
  - 火水木 19:50 - 19:55（前日朝と同じ内容）
- 2006.10.02 - 2007.03.30
  - 月火水 06:40 - 06:45
  - 火水木 19:50 - 19:55（前日朝と同じ内容）
  - 金 23:20 - 23:25
- 2007.04.02 - 2008.3.28
  - 月火水 06:25 - 06:30
  - 月火水 19:50 - 19:55（同日朝と同じ内容）
  - 金 00:20 - 00:25（#1から順に再放送）
- 2008.3.31 - 2009.3.27
  - 月火水 06:25 - 06:30
  - 月火水木 12:55 - 13:00（月火水は同日朝と同じ、木は月曜深夜と同じ内容。地域によりNHK放送体験クラブの番組に差し替えられる場合があった）
  - 火 00:45 - 00:50（2008年4月スタートで#1から放送）
  - 金 00:20 - 00:25（2006年10月スタートで#1から放送）
- 2009.4.2 - 2010.3.19
  - 月火水木金 13:55 - 14:00（新作と旧作を混合して放送）
  - 地上デジタル放送のサブチャンネル3で、土曜日の10:30 - 10:55に1週間分をまとめて再放送

## 作品リスト
| 回  | 使われる表現                      | コント出演                                   | アナウンサーの方言ファイル | アナウンサーの方言ファイル | アナウンサーの方言ファイル   |
| 回  | 使われる表現                      | コント出演                                   | 方言アナ                   | 地域                       | 取り上げられた方言           |
| --- | --------------------------------- | -------------------------------------------- | -------------------------- | -------------------------- | ---------------------------- |
| 1   | まで〜ない                        | 田上よしえ、エレファントジョン               | 松本和也                   | 神戸                       | なんどいや、あめちゃん       |
| 2   | あわや                            | ラバーガール                                 | 阿部渉                     | 岩手                       | おしょす                     |
| 3   | おられますか                      | ラバーガール                                 | 松本和也                   | 神戸                       | 〜しとぉ?                    |
| 4   | お茶する                          | 田上よしえ、エレファントジョン               | 阿部渉                     | 岩手                       | きゃっぱりとった             |
| 5   | お名前様                          | ラバーガール                                 | 松本和也                   | 神戸                       | べっちょない※                |
| 6   | こだわる                          | 田上よしえ、エレファントジョン               | 阿部渉                     | 岩手                       | こだれてた◎                  |
| 7   | とんでもございません              | キングオブコメディ                           | 上田早苗                   | 北九州                     | こまめる◇                    |
| 8   | 情けは人のため?                   | キングオブコメディ                           | 山本哲也                   | 山口                       | しわい                       |
| 9   | 全然大丈夫                        | キングオブコメディ                           | 山本哲也                   | 山口                       | つらはり◇                    |
| 10  | 他人事?ひとごと?                  | キングオブコメディ                           | 上田早苗                   | 北九州                     | 9時前10分                    |
| 11  | よろしかったでしょうか            | 東京03                                       | 上田早苗                   | 北九州                     | おきりっちゃ                 |
| 12  | テンパる                          | 東京03                                       | 山本哲也                   | 山口                       | ほうたる                     |
| 13  | 花に水をあげる                    | エレファントジョン                           | 三宅民夫                   | 名古屋                     | みゃ〜                       |
| 14  | 役不足                            | キングオブコメディ                           | 武内陶子                   | 愛媛                       | 机をかく                     |
| 15  | 耳ざわり                          | エレファントジョン                           | 三宅民夫                   | 名古屋                     | やっとかめ◎                  |
| 16  | 人一倍・二つ返事                  | エレファントジョン                           | 三宅民夫                   | 名古屋                     | あのよ〜                     |
| 17  | 汚名挽回?                         | キングオブコメディ                           | 武内陶子                   | 愛媛                       | いんでくらい                 |
| 18  | ご苦労さま                        | キングオブコメディ                           | 武内陶子                   | 愛媛                       | がいなもんじゃ※              |
| 19  | フンイキ?フインキ?                | 田上よしえ、エレファントジョン               | 野村正育                   | 滋賀                       | いこう◇                      |
| 20  | すみませんとありがとう            | ラバーガール                                 | 小野文惠                   | 広島                       | ちゃった敬語                 |
| 21  | 立ち上げるは間違い?               | 田上よしえ、エレファントジョン               | 小野文惠                   | 広島                       | たぁーてーてー               |
| 22  | 檄（げき）を飛ばす!本来の意味は?  | ラバーガール                                 | 小野文惠                   | 広島                       | はぶてる◎                    |
| 23  | 雨もようは雨降っているの?         | ラバーガール                                 | 高橋美鈴                   | 北海道                     | なんもなんも                 |
| 24  | おあいそってなぜ言うの?           | 田上よしえ、エレファントジョン               | 高橋美鈴                   | 北海道                     | いたましい◎                  |
| 25  | させていただきます（第1弾）       | 田上よしえ、キングオブコメディ               | 谷地健吾                   | 秋田                       | あめる                       |
| 26  | 煮詰まる／敷居が高い              | 田上よしえ、キングオブコメディ               | 谷地健吾                   | 秋田                       | こぇー◇                      |
| 27  | 数え方                            | エレファントジョン                           | 野村正育                   | 滋賀                       | ほやほや                     |
| 28  | 進化する『すごい』                | 田上よしえ、キングオブコメディ               | 有働由美子                 | 大阪                       | よして◎                      |
| 29  | 重複表現                          | エレファントジョン                           | 谷地健吾                   | 秋田                       | へる※                        |
| 30  | やばい                            | 田上よしえ、キングオブコメディ               | 有働由美子                 | 大阪                       | あほ                         |
| 31  | 『お』つけことば                  | エレファントジョン                           | 野村正育                   | 滋賀                       | 三方よし                     |
| 32  | ら抜きことば                      | エレファントジョン                           | 有働由美子                 | 大阪                       | いらち                       |
| 33  | れ足すことば                      | エレファントジョン                           | 松尾剛                     | 長崎                       | おっちゃける                 |
| 34  | 飛ぶ鳥? 立つ鳥?                   | エレファントジョン                           | 内藤啓史                   | 岡山                       | おえん                       |
| 35  | 姑息（こそく）・憮然（ぶぜん）    | キングオブコメディ                           | 高橋美鈴                   | 北海道                     | 手袋をはく◇                  |
| 36  | 違くない?                         | 田上よしえ、キングオブコメディ               | 松尾剛                     | 長崎                       | えすか                       |
| 37  | 超ウルトラスーパー                | 田上よしえ、キングオブコメディ               | 鹿島綾乃                   | 鹿児島                     | わっぜ※                      |
| 38  | ご乗車できません?                 | エレファントジョン                           | 松尾剛                     | 長崎                       | いっちょん◇                  |
| 39  | 弱冠35歳は正しい?                 | エレファントジョン                           | 有働由美子                 | 大阪                       | さぶいぼ                     |
| 40  | 負けず嫌い・負け嫌い              | キングオブコメディ                           | 有働由美子                 | 大阪                       | さら                         |
| 41  | 同い年なら同級生?                 | ラバーガール                                 | 藤崎弘士                   | 三重                       | ささって◇                    |
| 42  | 数日って何日?                     | ラバーガール                                 | 鹿島綾乃                   | 鹿児島                     | いして                       |
| 43  | 同じと一緒                        | 東京03                                       | 内藤啓史                   | 岡山                       | 腹がにがる                   |
| 44  | 女房ことば                        | 田上よしえ、エレファントジョン               | 工藤三郎                   | 大分                       | よる、ちょる                 |
| 45  | あなたが申された?                 | 東京03                                       | 徳田章                     | 神奈川                     | そうすんとどうなんの?        |
| 46  | いちだんらく?ひとだんらく?        | 田上よしえ、エレファントジョン               | 中谷文彦                   | 長野                       | ごます                       |
| 47  | ジョーオー?ジョオー?              | 田上よしえ、エレファントジョン               | 工藤三郎                   | 大分                       | よだきい                     |
| 48  | つまらないものですが              | ラバーガール                                 | 鹿島綾乃                   | 鹿児島                     | そい                         |
| 49  | 言葉は変わる『みたい』            | 田上よしえ、エレファントジョン               | 藤崎弘士                   | 三重                       | つむ                         |
| 50  | 『故障中』はおかしい?             | 東京03                                       | 内藤啓史                   | 岡山                       | みてる◎                      |
| 51  | してもらっていいですか?           | エレファントジョン                           | 中谷文彦                   | 長野                       | づら・かや・かいなー◎        |
| 52  | お求めやすい価格?                 | エレファントジョン                           | 後藤繁榮                   | 岐阜                       | あぶる◎                      |
| 53  | 『なるほど』って失礼?             | 東京03                                       | 藤崎弘士                   | 三重                       | やん                         |
| 54  | 敵がつくのに『素敵』?             | キングオブコメディ                           | 徳田章                     | 神奈川                     | しゃっけー                   |
| 55  | 気になる『かたち』                | ラバーガール                                 | 工藤三郎                   | 大分                       | めんどうしい ◇               |
| 56  | お待ちしてください?               | キングオブコメディ                           | 後藤繁榮                   | 岐阜                       | なぶる                       |
| 57  | 世間ずれの『ずれ』って?           | 東京03                                       | 中谷文彦                   | 長野                       | ずく                         |
| 58  | 人間なのに『故障』?               | ラバーガール                                 | 水谷彰宏                   | 東京                       | ちょいと                     |
| 59  | こんにちはの丁寧語は?             | 東京03                                       | 桜井洋子                   | 新潟                       | ぎり                         |
| 60  | 立派な犯罪?                       | キングオブコメディ                           | 徳田章                     | 神奈川                     | つっとる◇                    |
| 61  | 筆まめのまめって何?               | 田上よしえ、エレファントジョン               | 桜井洋子                   | 新潟                       | ごめんください               |
| 62  | 極め付き?極め付け?                | 田上よしえ、エレファントジョン               | 池田達郎                   | 熊本                       | ぎゃん                       |
| 63  | 食感ってどんな感じ                | エレファントジョン                           | 久保田祐佳                 | 静岡                       | み〜、さ〜、ご〜◇            |
| 64  | 風邪を引くは、なんで「引く」?     | 東京03                                       | 上岡亮                     | 高知                       | の〜がわるい                 |
| 65  | お話しくださる、いただく          | ラバーガール                                 | 大木浩司                   | 富山                       | ありがたーなる               |
| 66  | 悩ましいって官能的?               | 田上よしえ、エレファントジョン               | 後藤繁榮                   | 岐阜                       | あんき                       |
| 67  | 気が置けない                      | エレファントジョン                           | 大木浩司                   | 富山                       | つかえん※                    |
| 68  | YシャツのYって何?                 | ラバーガール                                 | 池田達郎                   | 熊本                       | たいぎゃ※                    |
| 69  | やおらの使い方間違えてない?       | 東京03                                       | 礒野佑子                   | 栃木                       | おしゃんこら                 |
| 70  | 草野球の草って?                   | 東京03                                       | 水谷彰宏                   | 東京                       | なんてたって                 |
| 71  | お申し出ください?                 | エレファントジョン                           | 礒野佑子                   | 栃木                       | おっかく                     |
| 72  | 数の読み方                        | ラバーガール                                 | 水谷彰宏                   | 東京                       | まっつぐ◇                    |
| 73  | 鳴かず飛ばず                      | 東京03                                       | 久保田祐佳                 | 静岡                       | ひろひろする                 |
| 74  | 奇特な人はほめ言葉                | 東京03                                       | 池田達郎                   | 熊本                       | はいよ※                      |
| 75  | 間髪を入れず                      | エレファントジョン                           | 上岡亮                     | 高知                       | おきゃく                     |
| 76  | お召し上がりください?             | 田上よしえ、エレファントジョン               | 久保田祐佳                 | 静岡                       | みるい                       |
| 77  | おめでとうございました?           | ラバーガール                                 | 礒野佑子                   | 栃木                       | だいじ※                      |
| 78  | スイートルームは甘い部屋?         | 田上よしえ、エレファントジョン               | 桜井洋子                   | 新潟                       | しなる◇                      |
| 79  | 私は○○な人?                       | エレファントジョン                           | 上岡亮                     | 高知                       | ごくどう※                    |
| 80  | 圧倒的に少ない?                   | 東京03                                       | 大木浩司                   | 富山                       | だいて※                      |
| 81  | かきいれどきを漢字で書くと?       | 田上よしえ、エレファントジョン               | 古野晶子                   | 福岡                       | 腹かいた                     |
| 82  | したいと思います                  | 東京03                                       | 杉浦圭子                   | 広島                       | みやすい◇                    |
| 83  | 素敵な粗品?                       | エレファントジョン                           | 三好正人                   | 福島                       | だっぱい                     |
| 84  | 破天荒な確信犯                    | 東京03                                       | 古野晶子                   | 福岡                       | とっとーっと                 |
| 85  | あいさつに代える?                 | ラバーガール                                 | 首藤奈知子                 | 愛媛                       | いってこーわい               |
| 86  | 明日はあす?あした?                | 田上よしえ、エレファントジョン               | 田村泰崇                   | 長野                       | せう※                        |
| 87  | うら寂しいのうらって?             | ラバーガール                                 | 杉浦圭子                   | 広島                       | あっとん                     |
| 88  | ございますに違和感ございます?     | 田上よしえ、エレファントジョン               | 田村泰崇                   | 長野                       | へぇ                         |
| 89  | 七転び八起きは変?                 | 東京03                                       | 首藤奈知子                 | 愛媛                       | かやす                       |
| 90  | おかげさま、誰のおかげ?           | 田上よしえ、エレファントジョン               | 三好正人                   | 福島                       | さすけね※                    |
| 91  | おいしかったです? おいしいでした? | ラバーガール                                 | 中村慶子                   | 茨城                       | じょんこ、でれすけ◇          |
| 92  | お電話をします                    | キングオブコメディ                           | 武田真一                   | 熊本                       | がまだす                     |
| 93  | 感動はもらうもの?                 | 東京03                                       | 望月啓太                   | 山梨                       | わにわにしちょし             |
| 94  | カエルの子はカエル、ほめてるの?   | 田上よしえ、キングオブコメディ               | 中村慶子                   | 茨城                       | しゃーんめ                   |
| 95  | なし崩しは前向きな言葉            | キングオブコメディ                           | 武田真一                   | 熊本                       | むしゃんよか                 |
| 96  | 声をあららげる? あらげる?         | ラバーガール                                 | 望月啓太                   | 山梨                       | かじる                       |
| 97  | お先しますはおかしい?             | 東京03                                       | 首藤奈知子                 | 愛媛                       | おらぶ、ふうがわるい◎        |
| 98  | おすそ分け、誰が使う?             | 田上よしえ、エレファントジョン               | 滑川和男                   | 千葉                       | うだでー◇                    |
| 99  | ごめんください                    | 東京03                                       | 古野晶子                   | 福岡                       | かたらせて◎                  |
| 100 | 水くさい                          | 田上よしえ、エレファントジョン               | 三好正人                   | 福島                       | かっぷり                     |
| 101 | 笑い上戸に泣き上戸                | エレファントジョン                           | 斎康敬                     | 宮城                       | むつける                     |
| 102 | 胸騒ぎってすてき?                 | 田上よしえ、ラバーガール                     | 高山哲哉                   | 山口                       | じら                         |
| 103 | 友達たちに子供たち                | 田上よしえ、エレファントジョン               | 武田真一                   | 熊本                       | あとぜき◇                    |
| 104 | フレーフレーかっ飛ばせ            | 東京03                                       | 杉浦友紀                   | 愛知                       | りん                         |
| 105 | 大勢とたくさん                    | 東京03                                       | 伊藤健三                   | 香川                       | おなかがおきる◇              |
| 106 | 江戸前 板前 ボク男前              | キングオブコメディ                           | 柴田徹                     | 山形                       | じょんだ・ほいずはんだった   |
| 107 | 天地無用?                         | ラバーガール                                 | 望月敬太                   | 山梨                       | てっ◎                        |
| 108 | 逆鱗と琴線                        | 東京03                                       | 中村慶子                   | 茨城                       | しみじみ◎                    |
| 109 | 赤い 黄色い 緑い?                 | エレファントジョン、ラバーガール             | 柴田徹                     | 山形                       | ないだて                     |
| 110 | 大きなお世話?大変お世話に?        | 田上よしえ、キングオブコメディ               | 斎康敬                     | 宮城                       | うるかす◇                    |
| 111 | ○○式・○○風・○○的                  | キングオブコメディ                           | 杉浦友紀                   | 愛知                       | まい                         |
| 112 | カタカナ語・和製英語              | 田上よしえ、エレファントジョン               | 吉田真人                   | 長崎                       | やぐらしか                   |
| 113 | 風上にも置けぬ                    | ラバーガール                                 | 高橋篤史                   | 徳島                       | まけまけいっぱい             |
| 114 | 逆手って何と読む?                 | 田上よしえ、エレファントジョン               | 田村泰崇                   | 長野                       | おった                       |
| 115 | 二の腕                            | 田上よしえ、エレファントジョン、ラバーガール | 松井治伸                   | 富山                       | きのどくな〜                 |
| 116 | 々ってなんて読む?                 | ラバーガール                                 | 橋本奈穂子                 | 滋賀                       | だんない※                    |
| 117 | 流れに棹さす                      | エレファントジョン、ラバーガール             | 斎康敬                     | 宮城                       | いずい                       |
| 118 | どんぶりの語源                    | エレファントジョン                           | 滑川和男                   | 千葉                       | あおなじみ                   |
| 119 | 小腹が減ったの「小」って?         | キングオブコメディ                           | 松井治伸                   | 富山                       | かたい                       |
| 120 | 黄色い声                          | キングオブコメディ、ラバーガール             | 杉浦圭子                   | 広島                       | おいー                       |
| 121 | 「ひとしお」の「しお」って?       | エレファントジョン                           | 橋本奈穂子                 | 滋賀                       | うい                         |
| 122 | 茶色ってお茶の色?                 | ラバーガール                                 | 村上信夫                   | 京都                       | 考えとくわ◎                  |
| 123 | 外遊                              | 田上よしえ、キングオブコメディ               | 斎康敬                     | 宮城                       | いきなり・おどげでねえ       |
| 124 | 腕白って腕が白いの?               | 東京03、ラバーガール                         | 高山哲哉                   | 山口                       | げってん・へんくー           |
| 125 | 〜でいい、〜がいい                | 田上よしえ、キングオブコメディ               | 武田真一                   | 熊本                       | むぞらしかー                 |
| 126 | 「手間ひま」の「ひま」って?       | キングオブコメディ                           | 岡隆一                     | 島根                       | いんぐりもんぐり◇            |
| 127 | 酒の「さかな」とは?               | 東京03                                       | 杉尾宗紀                   | 宮崎                       | てげてげ◎                    |
| 128 | 黄色い線の内側                    | 東京03                                       | 吉田真人                   | 長崎                       | ふとい                       |
| 129 | いくつめの「め」                  | エレファントジョン                           | 村上信夫                   | 京都                       | おおきに                     |
| 130 | 真夏、真春?                       | ラバーガール                                 | 杉浦友紀                   | 愛知                       | だら◇                        |
| 131 | 役割語                            | 田上よしえ、ラバーガール                     | 高橋篤史                   | 徳島                       | いける※                      |
| 132 | ひざってどこ?                     | エレファントジョン                           | 井上あさひ                 | 岡山                       | さむさむ                     |
| 133 | せいぜいがんばって                | キングオブコメディ                           | 新井信宏                   | 埼玉                       | さーねー◇                    |
| 134 | ひとつよろしく                    | 東京03、梅津正樹                             | 岡隆一                     | 島根                       | やれのー                     |
| 135 | すべからく                        | 東京03                                       | 柴田徹                     | 山形                       | ごんたら◎                    |
| 136 | させていただきます（第2弾）       | キングオブコメディ                           | 新井信宏                   | 埼玉                       | あらいまて                   |
| 137 | 一両日っていつ?                   | 田上よしえ、エレファントジョン               | 杉尾宗紀                   | 宮崎                       | しんきな                     |
| 138 | とりあえずビール                  | ラバーガール                                 | 松井治伸                   | 富山                       | なーん                       |
| 139 | わざわざ                          | ラバーガール                                 | 村上信夫                   | 京都                       | おはようおかえり             |
| 140 | 方言ファイル 「だいじょうぶ」     |                                              | 松本和也 大木浩司 礒野佑子 | 兵庫 富山 栃木             | べっちょない つかえん だいじ |
| 141 | 上?下への大騒ぎ                   | 東京03                                       | 小林陽広                   | 群馬                       | なから◇                      |
| 142 | 御の字って妥協?満足?              | 田上よしえ、エレファントジョン               | 高橋篤史                   | 徳島                       | かってきて                   |
| 143 | 二連勝は重複表現?                 | エレファントジョン                           | 伊藤健三                   | 香川                       | なんがでっきょん             |
| 144 | ごぶさたしています                | キングオブコメディ                           | 中村泰人                   | 青森                       | からぽねやみ◎                |
| 145 | ある意味ってどんな意味?           | キングオブコメディ                           | 吉田真人                   | 長崎                       | 来る?行く?                   |
| 146 | かわいいとかわいそう              | 田上よしえ、エレファントジョン               | 杉尾宗紀                   | 宮崎                       | さるく                       |
| 147 | あげる、おろす                    | 田上よしえ、ラバーガール                     | 中村泰人                   | 青森                       | け                           |
| 148 | 閑話休題とは?                     | ラバーガール                                 | 高山哲哉                   | 山口                       | てれんこぱれんこ             |
| 149 | 悲喜こもごも                      | ラバーガール                                 | 井上あさひ                 | 岡山                       | ちばける◇                    |
| 150 | 絶品                              | 東京03、梅津正樹                             | 滑川和男                   | 千葉                       | おんらあ                     |

## その他
- 石川県、福井県、奈良県、和歌山県、鳥取県、佐賀県、沖縄県の方言ファイルは1度も取り上げていない。
- 2007年7月18日、キングオブコメディ・高橋健一が痴漢容疑で逮捕されたことが発覚したため、以後、出演回の内容が差し替えられた。2008年から活動再開したものの、キングオブコメディが出演していた回についてはエレファントジョンやラバーガールが同じコントを演じ直して再放送されている。2008年7月1日に初回放送の#92でキングオブコメディが復帰した。キングオブコメディが出演した#60は一度も放送されずお蔵入りになったが、1年後の2008年7月10日の再放送枠で初めて放送された（出演は田上よしえとエレファントジョン）。キングオブコメディ復帰後も、逮捕前のキングオブコメディの作品は差し替え版が再放送されている。一方、2008年11月に発売された番組本の2巻では、差し替え前のキングオブコメディのコントの写真が使われている。
- #72は、NHKの放送では「0」は「れい」と読むが市外局番「03」の「0」は9割の人がゼロと読むという内容だったが、東京03は出演しなかった。
- 2009年8月に、「アナウンサーの方言ファイル」をジャンル別にまとめた20分番組『アナウンサーの日本語スペシャル』が放送された。表中※を付けた内容が放送された。
- 2009年末に、「アナウンサーの方言ファイル」の20分番組『アナウンサーの方言スペシャル』が放送された。表中◎を付けた内容が放送された。ゲストは佐藤唯。
- 2010年3月に、「アナウンサーの方言ファイル」の30分番組『アナウンサーの方言スペシャル』が放送された。表中◇を付けた内容が放送された。ゲストは磯山さやか。
- 番組ホームページでは2010年3月26日までの放送予定が書かれていたが、実際は最終週は選抜高等学校野球大会に伴う編成で放送がなかった（野球が中止になっても未放送）。
- 2022年10月からは、北海道内のNHK総合テレビでNHKアナウンサー伊林毅暁によるミニ番組『北のことばお兄さん』が放送されている。